# Čtení (liturgie)
Čtení z Bible tvoří hlavní část bohoslužby slova, která je pravidelnou součástí mše, ale může se konat i samostatně (zejména není-li přítomen kněz). Příslušnou perikopu čte lektor, pouze evangelium může číst jen kněz nebo jáhen.
O nedělích a slavnostech jsou tři čtení:
- první čtení – ve velikonoční době ze Skutků apoštolů, v ostatních liturgických obdobích ze Starého zákona
- druhé čtení – z některého z listů apoštolů nebo ze Zjevení Janova
- evangelium – bezprostředně po něm navazuje kázání

Ve všedních dnech jsou pouze dvě čtení (vynechává se druhé čtení), první čtení je buď ze Starého zákona, nebo z některého z novozákonních listů apoštolů.
Na konci mše sloužené v mimořádné formě římského ritu se navíc čte takzvané poslední evangelium (obvykle se jedná o prvních 14 veršů z Janova evangelia).